# ポーランド系ドイツ人
ポーランド系ドイツ人（ポーランドけいドイツじん）は、ポーランドに出自を持つドイツ市民である。ドイツのポロニアの人口は世界で2番目であり、ヨーロッパでは1位を占めている。彼らの中には第二次世界大戦後成立した共産主義国家ポーランド人民共和国の国籍を拒否してポーランド領となった居住地域から離れ、西ドイツに移住した者もいる。

## 著名な人物
- ナスターシャ・キンスキー（俳優）:ドイツ生まれ
- クラウス・キンスキー（俳優）:ポーランド生まれ
- カール・フォン・クラウゼヴィッツ（軍人） :プロイセン生まれ
- ゲルダ・クリスティアン （ヒトラーの個人秘書）:ドイツ生まれ
- ミロスラフ・クローゼ（サッカー選手）:ポーランド生まれ、ポーランド人とドイツ人が数世紀かけて混血したシレジア人という民族集団
- ピオトル・トロホウスキ（サッカー選手）:ポーランド生まれ
- フリードリヒ・ニーチェ（哲学者）：プロイセン生まれ[1]、母方はドイツ系
- パウル・フライアー（サッカー選手）：ポーランド生まれ
- ルーカス・ポドルスキ（サッカー選手）:ポーランド生まれ
- エルンスト・ポール（サッカー選手）：ポーランド生まれ
- ダリウス・ミハエルゾウスキー（プロボクサー）：ポーランド生まれ
- マルツェル・ライヒ＝ラニツキ（文芸評論家）:ポーランド生まれ
- アンゲラ・メルケル（政治家、ドイツ首相）:祖父がポーランド人、祖母がカシューブ人。